# Rendezvous Football Club
El Rendezvous Football Club es un equipo de fútbol de Barbados que jugó por última vez en la Primera División de Barbados, la máxima categoría de fútbol en el país.

## Historia
Fue fundado en 2011 en Saint Michael. Su principal logro ha sido ganar la Copa de la FA de Barbados en el año 2013 y ha sido finalista en dos ocasiones.
Su última aparición en el sistema de liga nacional fue en la temporada 2018, donde tuvo una campaña de 1 victoria, 4 empates y 11 derrotas en la Zona Dos, además de que les descontaron 12 puntos. Después de ese año, el club no volvió a tener registro de participación en los campeonatos de la federación y, a partir de 2020, ya no figuraba en la lista de miembros de la Asociación de Fútbol de Barbados.

## Estadio
Mientras el club participaba en competiciones nacionales, jugaba sus partidos en el Emmerton Playing Field de Saint Michael.

## Palmarés
- Copa de la FA de Barbados: 1

2013

## Jugadores

### Jugadores notables
- Shandel Samuel